# Suomenlinna
Suomenlinna (en finés), o Sveaborg (en sueco), es una fortaleza construida sobre seis islas, en Helsinki, la capital de Finlandia. Su nombre original fue Sveaborg (castillo sueco), los finlandeses lo cambiaron por Suomenlinna (castillo finlandés) por razones patrióticas, aunque tanto los suecos como los finlandeses de lengua sueca lo siguen conociendo por su nombre original.
La monarquía sueca comenzó la construcción de la fortaleza en 1748 como protección contra el expansionismo ruso. La responsabilidad general de los trabajos constructivos recayó sobre Augustin Ehrensvärd. El plan original de la fortaleza estuvo muy influenciado por las ideas de Vauban, el ingeniero predilecto de su época, y los principios del estilo de fortaleza de traza italiana adaptada a un grupo de islas. Durante la Guerra de Finlandia, Suecia rindió la fortaleza a Rusia el 3 de mayo de 1808, y tras la guerra un año más tarde, cedió Finlandia a los rusos, quienes la mantuvieron en su poder hasta la independencia de Finlandia en 1917. 
El Departamento de Defensa finlandés gestionó Suomenlinna hasta que fue transferido al control civil en 1973. Forma parte del Patrimonio de la Humanidad de la Unesco desde 1999 y es un lugar muy turístico.

## Historia

### Soberanía sueca

#### Contexto
A comienzos de la Gran guerra del Norte, Rusia se aprovechó de la debilidad de Suecia en Ingria y capturó la zona cerca del río Nevá, así como las fortalezas suecas de Nyen y Nöteborg, construidas para proteger la zona. En 1703, Pedro el Grande fundó su nueva capital, San Petersburgo, en la esquina oriental del golfo de Finlandia, y construyó la base naval de Kronstadt. Rusia pronto se convirtió en una potencia marítima en el mar Báltico, una amenaza para Suecia, que había sido la fuerza dominante en el Báltico. Este hecho se demostró con la conquista por fuerzas navales de Víborg en 1710, ya que la base naval sueca en Karlskrona se encontraba muy lejana.
Tras la Gran guerra del Norte y la guerra ruso-sueca (1741-1743), Suecia quiso acabar con la ausencia de bases navales en la zona y el Parlamento sueco decidió en 1747 fortificar la frontera rusa y establecer una base naval en Helsinki como contrapeso a Kronstadt. Augustin Ehrensvärd (1710–1772), un joven coronel, fue el encargado de diseñar las fortalezas y dirigir las operaciones constructivas.

#### Construcción

Mapa de las Suomenlinna.

Suecia comenzó la construcción de las fortalezas en enero de 1748. Los planes de Ehrensvärd consistían en construir dos fortificaciones: una fortaleza marítima en Svartholm, cerca de Loviisa, y una fortaleza y nave naval más grande (Sveaborg) en Helsinki. Los planes del arquitecto incluían una serie de fortificaciones insulares conectadas entre sí y, en el centro del complejo, un astillero naval. Además de la isla-fortaleza, fortificaciones mirando al mar desde el continente aseguraban que un enemigo no pudiera atracar en una playa. El plan de defensa incluía el almacenamiento de municiones para el contingente finlandés del Ejército y la Marina suecos. La construcción comenzó a principios de 1748 y continuó ampliándose, y en septiembre había cerca de 2500 hombres construyendo las fortalezas. Inicialmente los soldados se ubicaron en las bóvedas de las fortificaciones, mientras que a los oficiales se les construyeron estancias integradas en la composición barroca de la ciudad. El plan más ambicioso quedó medio completo: la plaza barroca en Iso Mustasaari parcialmente basada en el modelo de la plaza Vendôme de París. El mismo Ehrensvärd y otros oficiales realizaron óleos de la vida diaria durante la construcción.
Debido a las repetidas amenazas rusas en 1749 y 1750, se produjeron más esfuerzos en las fortificaciones insulares a costa de las ubicadas en tierra firme, por lo que más de 6000 hombres trabajaban en la zona en 1750. Las fortificaciones de Gustavssvärd se completaron en 1751 y la fortificación principal de Vargö concluyó en 1754. Estos logros no redujeron el ritmo de las obras y, en 1755, ya había 7000 hombres construyendo a las afueras de Helsinki cuando la población era de 2000 personas. La participación de Suecia en la Guerra de los Siete Años interrumpió la construcción en 1757.

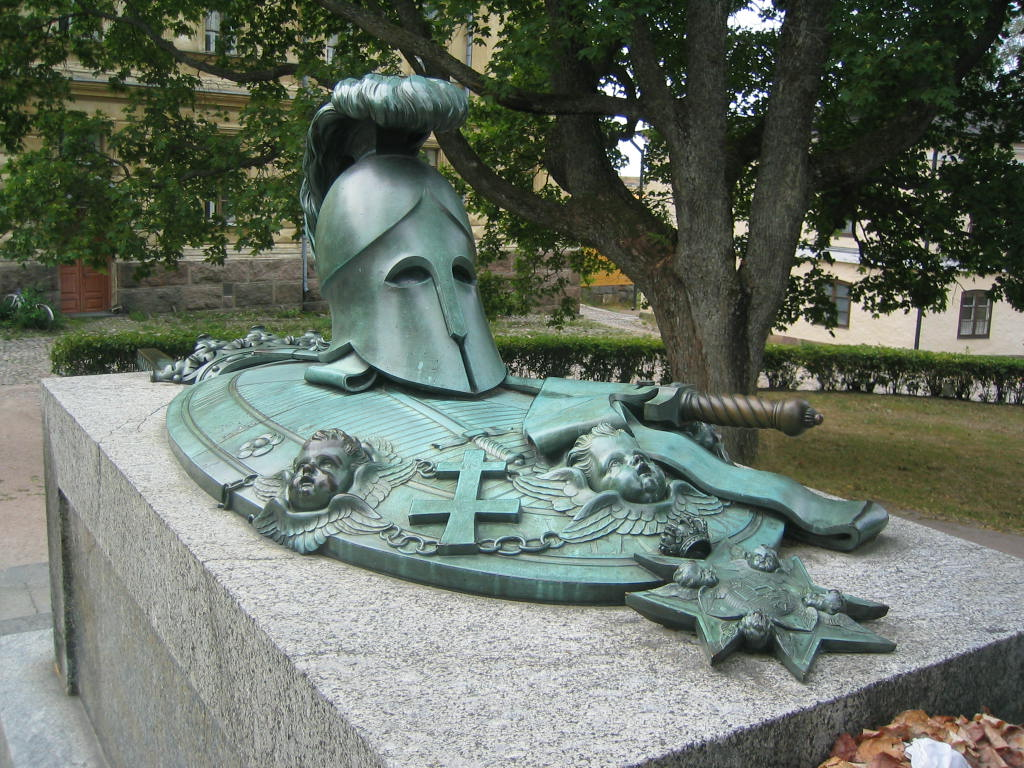
Tumba de Augustin Ehrensvärd, director de la construcción.

El arquitecto Ehrensvärd falleció en 1772, por lo que las mejoras continuaron bajo la dirección de Jacob Magnus Sprengtporten, aunque sus desavenencias con el rey Gustavo III de Suecia pronto llevó a su despido. Las guarniciones continuaron reduciéndose, e incluso durante la guerra ruso-sueca de 1788-1790, Sveaborg continuaba en un estado incompleto.
Tras un pacto entre Alejandro I de Rusia y Napoleón Bonaparte, Rusia lanzó una campaña contra Suecia e invadió Finlandia en 1808. Los rusos comenzaron a bombardear la fortaleza y su comandante, Carl Olof Cronstedt, negoció un alto al fuego; sin embargo, tras la ausencia de refuerzos, 7000 hombres se rindieron en mayo de ese año. Según el Tratado de Fredrikshamn de 1809, Finlandia era cedida a Suecia como un gran ducado autónomo del Imperio ruso.

### Soberanía rusa
Tras la toma de la fortaleza, los rusos planificaron un extenso programa constructivo, especialmente barracones, ampliaron el astillero naval y reforzaron las líneas de fortificación. Este largo período pacífico se interrumpió debido a la Guerra de Crimea de 1853-1856, cuando la alianza entre el Segundo Imperio francés, el Imperio británico y el Imperio otomano atacó a Rusia en dos frentes y mandó una flota anglo-francesa al mar Báltico. Sveaborg fue bombardeado por las fuerzas de Richard Saunders Dundas y Charles Pénaud el 9 y el 10 de agosto de 1855 durante 47 horas, por lo que la fortaleza fue muy dañada, aunque no desembarcaron, sino que marcharon hacia Kronstadt.
Tras la Guerra de Crimea se llevaron a cabo intensas labores de restauración en Sveaborg. Durante la Primera Guerra Mundial, se armó la fortaleza y sus alrededores como parte de la «fortificación naval de Pedro el Grande» diseñada para salvaguardar la capital, San Petersburgo.

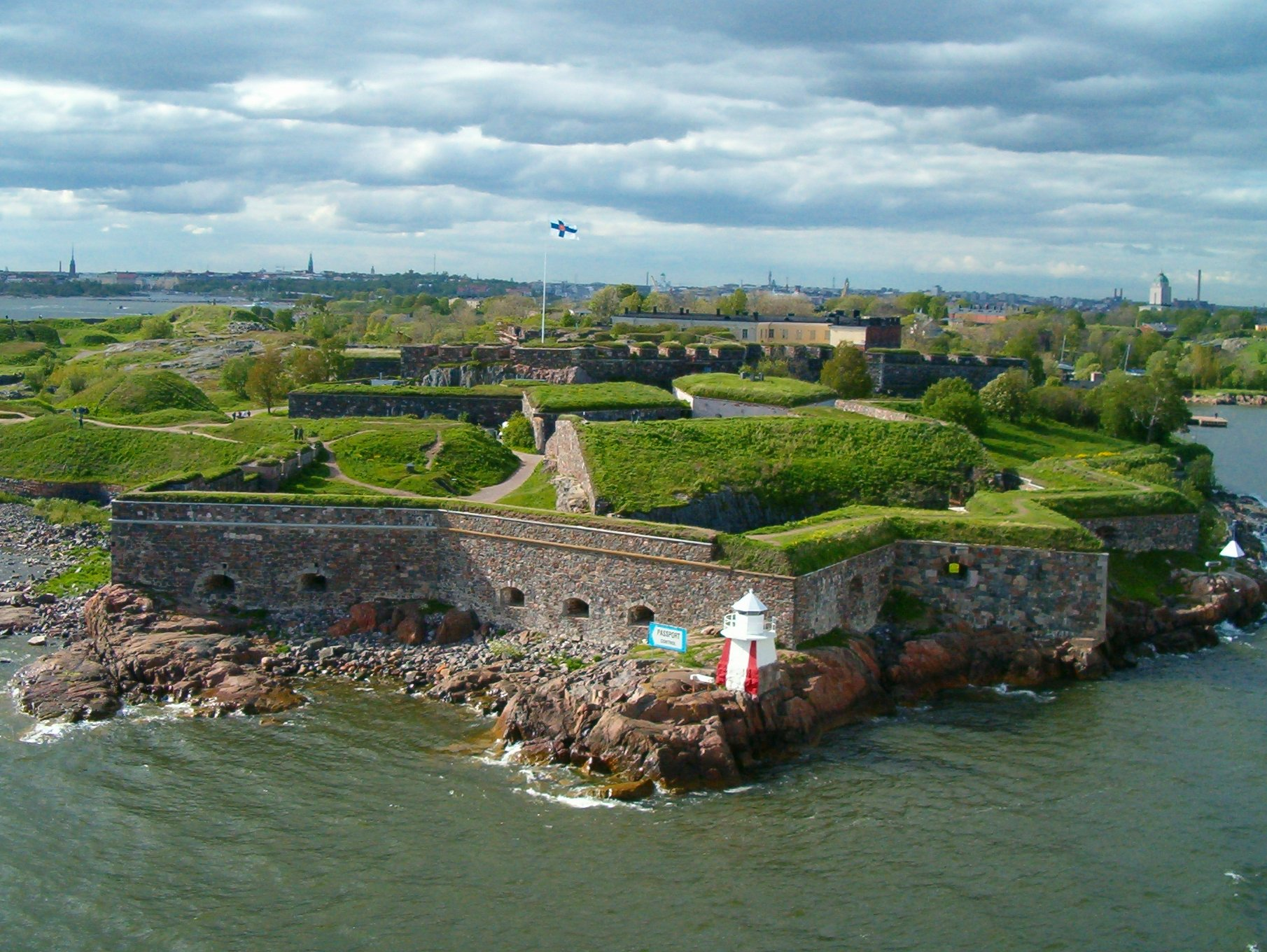
Vista de la fortaleza desde un ferry en 2005.

### Independencia finlandesa
Tras la Revolución rusa de 1917, la fortaleza se convirtió en una posesión de una independiente Finlandia. Tras la Guerra civil finlandesa, se instaló un campo de prisioneros de guerra en la isla por los guardias rojos y la fortaleza se renombró como Suomenlinna (castillo de Finlandia) como parte de una nueva ola de nacionalismo. Una vez dejó de ser práctica como base militar, Suomenlinna se cedió a la administración civil en 1973, creándose un departamento gubernamental independiente para gestionar el complejo.
La presencia militar en las islas ha decrecido significativamente en las últimas décadas, sin embargo, todavía alberga la Academia Naval de la Armada Finlandesa. Actualmente Suomenlinna es también un barrio de Helsinki de carácter excepcional, con unos 850 habitantes y 350 puestos de trabajo, que aumentan en verano, por su atracción turística.